# Кумилженський район
Кумилженський район (рос. Кумылженский район) — муніципальне утворення у Волгоградській області.
Розташований на території українського історичного та культурного краю Жовтий Клин.